# たけしとひとし
『たけしとひとし』とは、日本テレビ系列（ただし、テレビ大分・テレビ宮崎を除く）で2010年12月10日19:00 - 20:54（JST）に放送されたビートたけし・松本人志出演のバラエティ特別番組であり、冠番組でもある。
正式タイトルは『たけしとひとし〜日本を面白くプロジェクト〜』である。第1回の視聴率は8.5%であった。

## 概要
“日本を面白くプロジェクト　Nippon Omoshiroku Project=NOP”をコンセプトに掲げる。本番組に出演したプレゼンターたちの中で“たけしとひとし”が支援を決定した人に対し、視聴者が一人1000円ずつ支援する。プロジェクト毎にプレゼンターが設定した目標金額が決まっており、支援者の人数×1000円が目標金額に達すれば支払われる（公式HPより）。
審査方法は、出場者の紹介VTRの中で次にやりたい事を発表。それをたけしと松本が手持ちの画面タッチ式の機械で0から9までの得点を付け、得点を松茸（松本の“松”とたけしの“たけ（茸）”の合成語）に換算、松茸を10本以上獲得で番組独自の“NOP支援金システム”にプレゼンターの必要な費用などの募集を番組HPに掲載、視聴者の自宅のPCから支援することができる。9本以下で自力で頑張ってもらう事となる。
題字は書道家の柿沼康二が手掛けた。
その後、支援が決定した企画のうち視聴者による支援金を募集するもの（下記の斉藤彩、船曳和代の企画）に関しては、公式HP上で支援人数に遠く及ばないまま放置されていたが、現在はHP上での支援金募集は打ち切られている。結局、プロジェクトがどうなったかについては公式HP上でもはっきりしていない。

## 出演者
司会
- ビートたけし
- 松本人志（ダウンタウン）

アシスタント
- 第1回
  - 原愛実
  - 高橋亜由美

声の進行
- 羽鳥慎一（当時日本テレビアナウンサー）

エンディング装飾
- Candle JUNE

## 第1回

### プレゼンター
※★印は採用者
- 佐藤正男（富士山愛好家）

1/100の富士山を作るプロジェクト
- 斉藤彩（全日本女子チア部）★

山手線全駅サラリーマン応援プロジェクト
- 木村秋則（リンゴ農家）★

奇跡のリンゴを作り出す農学校プロジェクト
推薦者は千原ジュニア（千原兄弟）。
- 玉置浩二

究極のラブソングを玉置浩二に作ってもらって、日本の少子化に歯止めをかけるプロジェクト
推薦者はテリー伊藤であるが、VTR出演のみでスタジオには来場しなかったので（テリーの一方的な希望だった為）成立せず。
- 船曳和代（蜘蛛の巣アーティスト）★

パラグアイ巨大クモの巣採集プロジェクト
- 栗城史多（登山家）

エベレストに単独無酸素で登頂する様子を世界中に生中継するプロジェクト
- Chim↑Pom（アーティスト集団）

「地球」を作品にするプロジェクト
- 康芳夫（暗黒プロデューサー）

たけしとひとしの遺伝子を掛け合わせて“たけひとクン”を作るプロジェクト
- 金子國義（画家）★

たけしとひとしをモデルに“アダムの創造”をモチーフにした絵を描くプロジェクト
推薦者は水道橋博士（浅草キッド）。

## スタッフ
- 総合演出：土屋敏男
- 構成：倉本美津留、そーたに、加藤淳一郎、藤井靖大、今関ちなつ、池谷フューチャ、大名祥子
- TM：江村多加司
- SW：村松明
- CAM：渡辺滋雄
- MIX：三石敏生
- VE：三山隆浩
- CR：氏家善明
- 照明：内藤晋
- モニター：城生隆男
- EED：橋本治（スタジオWELT）
- MA：小嶋雄介（スタジオWELT）
- 音効：花岡英夫
- 技術協力：EAT、ヌーベルバーグ、NiTRo、ジャパンテレビ、4Cast、オーマ
- 美術：林健一、牧野沙知、星野充紀
- 美術協力：日テレアート、三和プロライト
- CG：清森立市、松岡勇二、デジタルハリウッド大学（吉田優、渡辺丈弘、藤田真悟）、日本工学院専門学校（郭善英、吉田駒未、内田央）
- 民謡歌手：斉藤たまみ
- 三味線：高橋秀次郎
- 協力：阪本成一（JAXA）
- リサーチ：フォーミュレーション
- システム協力：藤川和彦、安藤聖泰、皆川貴征、松尾豊、米良はるか、竹澤友博
- 広報：満松隆一郎、布村順一
- 営業：阿部寿徳
- 編成：下田明宏
- デスク：田村麻衣
- TK：坂本幸子
- AD：藤村潤、津宏典、白坂亮介、宮田吉徳、小野可織、小柳晋太郎
- AP：吉川美由紀、白石香織、坂本真起子、竹内加奈子
- ディレクター：長嶺望、首藤光典、武石一也、服部紳一、山田大樹、相澤衆
- 演出：五歩一勇治
- プロデューサー：遠藤正累、大澤裕二、中村昌哉
- チーフプロデューサー：菅賢治
- 制作協力：AX-ON、極東電視台
- 製作著作：日本テレビ